# Имперская палата кинематографии
Имперская палата кинематографии (нем. Reichsfilmkammer) — структурное подразделение Имперской палаты культуры, осуществлявшее контроль за киноиндустрией Третьего рейха. Членство в имперской палате кинематографии было обязательным для всех кинематографистов.
14 июля 1933 года в Германии был принят «Закон о создании временной кинопалаты», первый законодательный акт национал-социалистов в области профессиональной деятельности.
В качестве цели временной кинопалаты § 1 закона предусматривал «унификацию немецкого кинематографа». § 2 определял её задачи: «Временная кинопалата призвана поддерживать немецкий кинематограф в рамках общей экономики, представлять интересы отдельных групп этой сферы деятельности между собой, а также по отношению к рейху, землям и общинам (общинным объединениям) и осуществлять справедливое балансирование между всеми работающими в этой области».
В соответствии с § 3 членом кинопалаты «должен быть тот, кто профессионально или общеполезно в качестве предпринимателя производит, продает или показывает киноленты или кто в качестве кинематографиста участвует в создании кинолент. Приём в кинопалату может быть отклонён, или член может быть исключён, если заявитель не обладает необходимой надёжностью для выполнения работы в кино». В назначенное Геббельсом правление кинопалаты, состоящее из трёх членов, вошли уполномоченный министерства пропаганды и министерства экономики.
22 июля 1933 года Закон о кинопалате был дополнен «Распоряжением о создании временной кинопалаты», в котором указывалось: «За счёт принятия в кинопалату принятый получает право заниматься кинематографической деятельностью на территории рейха». В § 3 распоряжения перечислялись отдельные группы, «охваченные» кинопалатой: кинопроизводство (производство игровых, учебных и рекламных фильмов, работа ателье, производство киноплёнки); обработка киноплёнки (кинокопировальные фабрики); продажа фильмов (импорт и экспорт); демонстрация фильмов (кинофикация); предоставление авторских прав в связи с производством, продажей и демонстрацией фильмов; кинематографисты (творческие и прочие работники); кинокредитный банк. § 12 распоряжения гласил: «Общественная демонстрация киноленты недопустима, если её производитель не может подтвердить членство всех участников создания киноленты». Таким образом, тот, кто не был членом кинопалаты, не мог получить работу, а тот, кто казался ненадежным, не мог стать её членом.
Но «временному» характеру уже через два месяца был положен конец и 22 сентября 1933 года правительство Гитлера утвердило «Закон о создании имперской палаты культуры», в основу которой лег принцип организационного строения «временной кинопалаты».
Пост президента кинопалаты в разные годы занимали нотариус и адвокат доктор Фриц Шоейрман (1933—1935), оберфюрер СС профессор Освальд Лених (1935—1939) и режиссёр профессор Карл Фрёлих (1939—1945).